# Alice Adams
Alice Adams é um filme estadunidense de 1935, do gênero drama, dirigido por George Stevens. O roteiro foi baseado em um romance de Booth Tarkington, vencedor do Prêmio Pulitzer. É um remake do filme de 1923, baseado no mesmo romance, com Florence Vidor e dirigido por Rowland V. Lee.

## Sinopse
Numa pequena cidade estadunidense, uma jovem, ao subir na escala social, descobre o seu verdadeiro amor na pessoa do modesto MacMurray.

## Elenco
- Katharine Hepburn .... Alice Adams
- Fred MacMurray .... Arthur Russell
- Fred Stone .... Virgil Adams
- Evelyn Venable .... Mildred 'Georgette' Palmer
- Frank Albertson .... Walter Adams
- Ann Shoemaker .... sra. Adams
- Charley Grapewin .... J. A. Lamb
- Grady Sutton .... Frank Dowling
- Hedda Hopper .... sra. Palmer
- Hattie McDaniel .... Malena Burns

## Principais prêmios e indicações
Oscar 1936 (EUA)
- Indicado nas categorias de melhor filme e melhor atriz (Katharine Hepburn).